# Núi Viên Nam
Viên Nam là một dãy núi ở ngoại thành Hà Nội. Đây là một trong ba vùng núi chính nằm trong địa phận thành phố Hà Nội, bao gồm vùng núi Sóc ở phía bắc, vùng núi Ba Vì - Viên Nam ở phía tây và vùng núi đá vôi Phổ Đà - Hương Tích ở phía nam.

## Đặc điểm tự nhiên

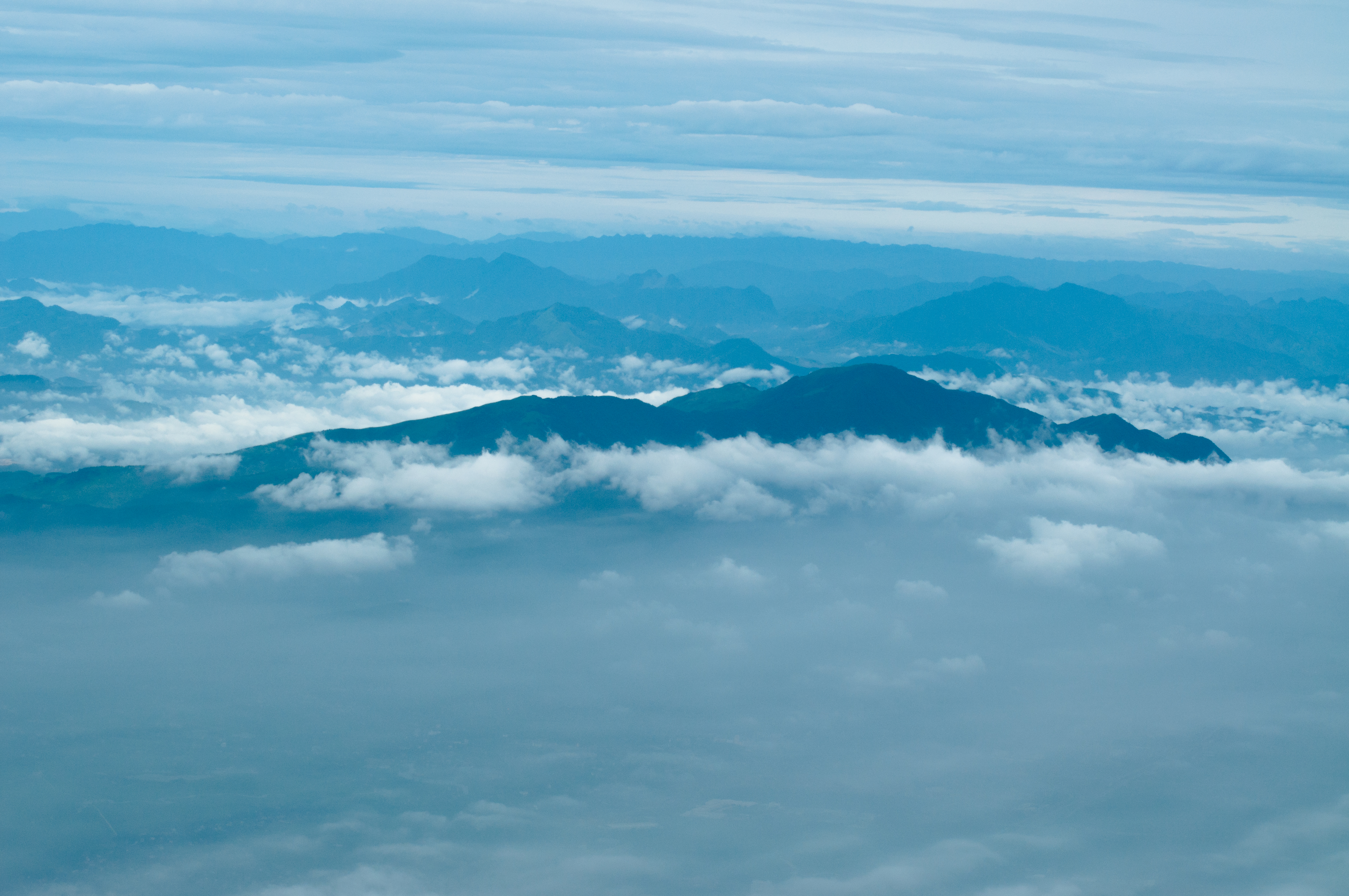
Không ảnh của núi Viên Nam

Núi Viên Nam nằm cách trung tâm thành phố Hà Nội khoảng 45 km. Dãy núi nằm trên địa phận các xã Yên Trung, Yên Bình, Tiến Xuân của huyện Thạch Thất; Đông Xuân, Phú Mãn của huyện Quốc Oai; Lâm Sơn, Hòa Sơn của huyện Lương Sơn và Mông Hóa, Quang Tiến của thành phố Hòa Bình. Đây là ranh giới tự nhiên của thành phố Hà Nội và tỉnh Hòa Bình.
Dãy núi trải dài khoảng 17 km theo hướng Tây Bắc - Đông Nam, bao phủ diện tích khoảng 85 km².
Núi Viên Nam có nhiều đỉnh núi nhỏ, trong đó có hai đỉnh chính nổi bật là đỉnh Viên Nam cao 1031 m và đỉnh Vua Bà cao 837 m so với mực nước biển. Đây là dãy núi có độ cao trung bình cao thứ hai trong địa phận thành phố Hà Nội, sau dãy núi Ba Vì. Đỉnh núi có thể được nhìn thấy rõ từ nội thành Hà Nội vào những ngày trời trong.
Khí hậu ở vùng núi Viên Nam tương tự kiểu khí hậu của đồng bằng sông Hồng - khí hậu nhiệt đới gió mùa. Nhiệt độ giảm dần theo độ cao, lượng mưa hàng năm từ 1890–2500 mm, nhưng phân bố không đều, có sự khác biệt giữa sườn Đông và sườn Tây, do sườn Đông đón gió trong cả hai mùa nên lượng mưa cao hơn nhiều so với sườn Tây khuất gió.
Cảnh quan và hệ động thực vật của vùng núi cũng thay đổi theo hướng và độ cao. Rừng rậm thường xanh xuất hiện nhiều ở sườn Đông (phía Hà Nội) và ở độ cao dưới 600m. Cảnh quan bên sườn Tây (phía Hòa Bình) và phần đỉnh núi chủ yếu là các vùng cỏ thấp và đồi trọc.

## Lịch sử
Vùng núi Viên Nam đã có dấu vết cư trú của con người từ thời cổ đại. Di chỉ khảo cổ hang Tằm dưới chân núi thuộc xã Lâm Sơn, huyện Lương Sơn, tỉnh Hòa Bình được nhà địa chất người Pháp là bà Colani phát hiện, khai quật từ những năm 1930 - 1938. Kết quả khai quật và các hiện vật thu được cho thấy di chỉ hang Tằm là nơi cư trú của người tiền sử, thuộc thời kỳ văn hóa Hòa Bình - hậu kỳ đồ đá giữa.
Thời phong kiến, núi là phòng tuyến vững chắc của người Việt trong cách cuộc chiến tranh đối đầu với ngoại xâm do địa hình phức tạp và gần với thành Thăng Long. Sử sách còn ghi: sau công nguyên, Bắc thuộc lần thứ nhất (40 - 43) khi Trưng Vương thống soái đem quân đánh lại 20 vạn tinh binh do Mã Viện cầm đầu tại Lãng Bạc (hiện là Đông Triều - Quảng Ninh) không thành phải rút về Cẩm Khê (nay là Thạch Thất) đã dựa vào địa thế núi Viên Nam, Vua Bà mà tập hợp binh sỹ, bảo tồn lực lượng.
Thời hiện đại, núi Viên Nam lại tiếp tục vai trò là căn cứ trong các cuộc kháng chiến. Tiêu biểu là cuộc khởi nghĩa của nghĩa quân Tổng Kiêm - Đốc Bang tại tổng Mông Hóa, châu Kỳ Sơn diễn ra về không gian trải rộng liên tỉnh, liên vùng kết nối với cuộc khởi nghĩa Yên Thế và các thủ lĩnh yêu nước ở các vùng đồng bằng trong khu vực.Trong cuộc khởi nghĩa của Tổng Kiêm - Đốc Bang tháng 4/1909 - 4/1910, sau khi tấn công lỵ sở ở Hoà Bình đêm 2/8/1909 và thắng lợi, nghĩa quân đã rút về căn cứ ở núi Viên Nam để chống trả lại quân Pháp.

## Hoạt động du lịch
Hiện nay, vùng núi Viên Nam là một trong những khu vực dã ngoại và trekking phổ biến đối với cư dân Hà Nội bởi quang cảnh đẹp và vị trí gần trung tâm. Đây cũng là một trong những nơi đầu tiên có tổ chức hoạt động bay dù lượn ở Hà Nội do có địa thế thuận lợi và hướng đón gió tốt. Vùng núi này còn có nhiều địa điểm thu hút khách du lịch như suối Ngọc, thác Thăng Thiên ...